# リヨン高等師範学校

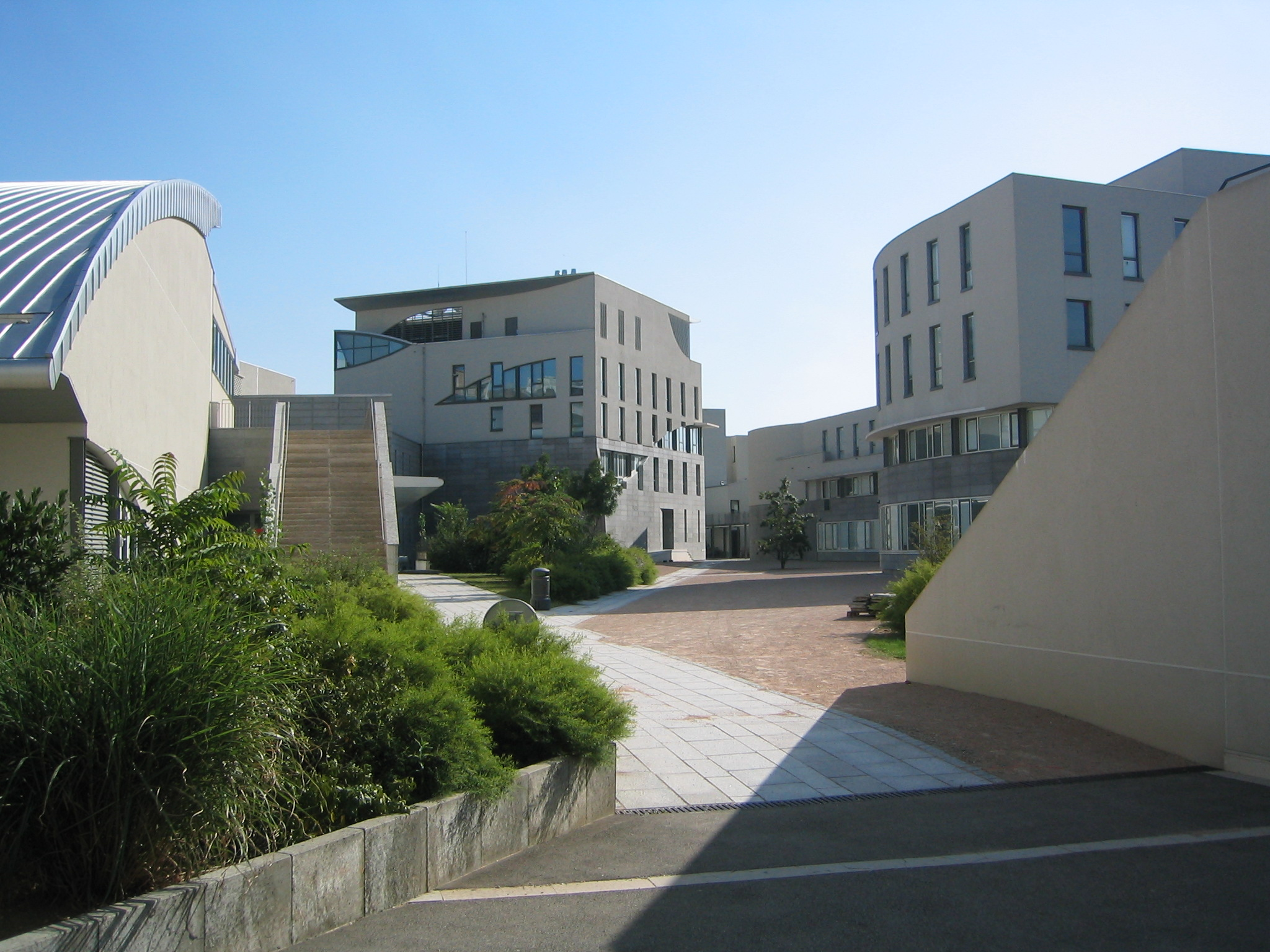
ルネ・デカルト学園（文学・社会科学）

リヨン高等師範学校（仏：École Normale Supérieure de Lyon、略称 ENS-Lyon）は、フランスのグランゼコール。フランスに四校ある高等師範学校（高等教育機関の教員・研究者を養成を目的とするグランゼコール）の一つ。リヨン大学の一角を構成する。
Times Higher Education世界大学ランキングの「Small University」部門では、2021年時点で11位である。

## 歴史
男子校のサン＝クルー高等師範学校と女子校のフォントネー＝オー＝ローズ高等師範学校が合併して成立。第二次世界大戦前は、高等教育機関の教員ではなく、高等小学校（現・コレージュ）の教員を養成していた。

## 主な出身者
- オレリー・フィリペティ（政治家）